# Kana Osafune
Kana Osafune (長船 加奈, 16 de octubre de 1989) és una futbolista japonesa. Va debutar amb la selecció del Japó el 2010. Va disputar 15 partits amb la selecció del Japó.

## Estadístiques
| Selecció del Japó | Selecció del Japó | Selecció del Japó |
| Anys              | Partits           | Gols              |
| ----------------- | ----------------- | ----------------- |
| 2010              | 3                 | 0                 |
| 2011              | 0                 | 0                 |
| 2012              | 1                 | 0                 |
| 2013              | 4                 | 0                 |
| 2014              | 6                 | 2                 |
| 2015              | 1                 | 0                 |
| Total             | 15                | 2                 |